# Ганнес Альвен
Га́ннес У́лоф Є́ста А́львен (іноді Альфвен, швед. Hannes Olof Gösta Alfvén; 30 травня 1908, Норрчепінг — 2 квітня 1995, Стокгольм) — шведський фізик та астроном, а також письменник-фантаст, лауреат Нобелівської премії з фізики 1970 року за внесок у розвиток магнітогідродинаміки.
Фахівець у галузі космічних променів, прискорювачів електронів та електродинаміки. Розвинув теорії утворення полярного сяйва, геомагнітних бур, утворення Сонячної системи.

## Біографічні відомості
Закінчив університет в Упсалі. Працював у ньому до 1937, в 1937-1940 — в Нобелівському інституті фізики в Стокгольмі. У 1940—1973 — професор Стокгольмського технологічного інституту, з 1967 — професор Каліфорнійського університету в Сан-Дієго (США).
Заклав основи нової галузі науки — космічної електродинаміки, яка значною мірою сприяла розвитку геофізики й астрономії. Розвинув концепцію електромагнітних полів у космічному просторі та їх впливу на рух заряджених частинок. Передбачив існування слабкого магнітного поля, що пронизує галактичний простір (1937), і запропонував механізм прискорення космічних променів у цьому полі. Наразі наявність цього великомасштабного поля є загальновизнаною, за його допомогою пояснюють анізотропію космічних променів, що спостерігається на Землі, і вважають, що воно утримує космічні промені всередині Галактики.
У своїх останніх роботах розвинув погляд, згідно з якою майже всі космічні промені (за винятком найенергійніших), прискорюються поблизу Сонця, — в сонячному вітрі, за рахунок магнітного накачування в змінних магнітних полях. 1939 року Альвен створив теорію магнітних бур і полярного сяйва, яка ґрунтується на сформульованій ним концепції магнітних полів, що «вморожені» в плазму. Ця плідна концепція лежить також в основі уявлення про гідромагнітні хвилі, можливість існування яких була доведено ним 1942 року (згодом були названі альвенівськими хвилями). За допомогою цієї концепції йому також вдалося вирішити основну проблему колишніх теорій формування та еволюції Сонячної системи — пояснити розподіл у ній моменту кількості руху. За його теорією космогонії перенесення моменту кількості руху від центральної зорі назовні здійснюється через взаємодію магнітного поля Сонця та заряджених частинок у хмарі, з якої утворилися планети та супутники.
1950 року запропонував динамо-теорію утворення сонячного й планетних магнітних полів. Керував роботами з моделювання взаємодії магнітосфери Землі Землі й сонячного вітру.
Автор книг «Космічна електродинаміка» (1950, рос. пер. 1952). «Еволюція Сонячної системи» (у співавторстві з Р. Арреніусом, 1976, рос. пер. 1979), «Космічна плазма» (1981).
Член Шведської королівської академії наук (1947).
Іноземний член АН СРСР (1958), член Лондонського королівського товариства, Національної АН США і багатьох інших академій наук.
У 1970-1975 — голова Пагвоського руху вчених.

## Визнання
Нобелівська премія з фізики (1970), Золота медаль Лондонського королівського астрономічного товариства (1967), Золота медаль ім. М.В Ломоносова АН СРСР (1971).
Ім'ям дослідника названо астероїд головного поясу, відкритий 26 вересня 1960 року — 1778 Альфвен.

## Літературна творчість
Ганнес Альвен під псевдонімом Улоф Юганнессон (Johannesson, Olof) писав фантастику. Єдиний художній твір — їдкий сатирико-фантастичний роман «Сага про великий комп'ютер» [Sagan om den stora datamaskin] (1966) — історія людської цивілізації, написана в далекому майбутньому досконалим комп'ютером; у міру читання книги стає зрозуміло, що людство на еволюційних сходах являє собою всього лише проміжну ланку від нерозумних тварин до «справді розумних» машин.

## Наукові праці
- Космическая электродинамика. — М., 1952.